# Gino Bechi
Gino Bechi (ur. 16 października 1913 we Florencji, zm. 2 lutego 1993 tamże) – włoski śpiewak, baryton.

## Życiorys
Studiował we Florencji i Alessandrii, na scenie zadebiutował w 1936 roku w Empoli jako Germont w Traviacie Giuseppe Verdiego. Występował w Rzymie (1938–1952) i mediolańskiej La Scali (1939–1953). Gościnnie występował w Niemczech i Ameryce Południowej. Z zespołem La Scali dwukrotnie wystąpił w Londynie (w 1950 w Covent Garden Theatre jako Iago w Otellu i Falstaff w Falstaffie oraz 1958 w Theatre Royal przy Drury Lane w roli tytułowej w Wilhelmie Tellu). Wystąpił w prapremierowych przedstawieniach oper Monte Ivnor Lodovica Rocci (1939) i Don Juan de Manara Franca Alfana (1941). W 1964 roku zakończył karierę sceniczną i podjął pracę nauczyciela śpiewu w Accademia Musicale Chigiana w Sienie.